# Nadine Schori

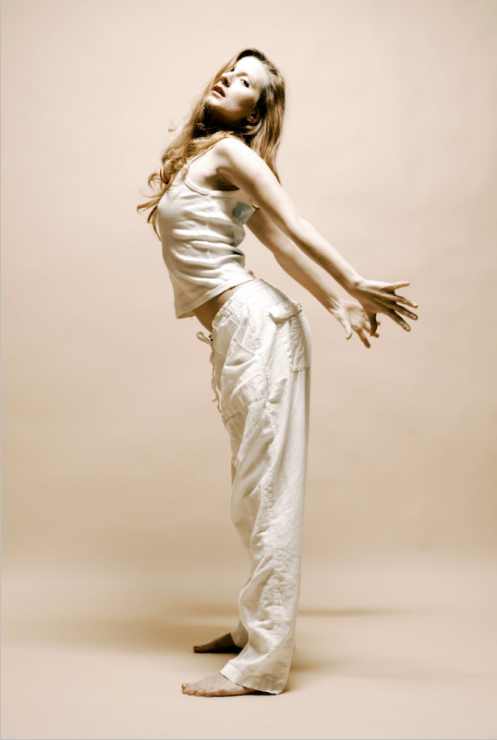
Nadine Schori

Nadine Schori (* 6. Februar 1976 in Gossau SG) ist eine Schweizer Schauspielerin.

## Leben und Wirken
Nadine Schori stand bereits als Schülerin auf der Bühne des Stadttheaters St. Gallen. Die damalige Ballettdirektorin Marianne Fuchs empfahl sie an die Palucca Schule Dresden, an der sie von 1992 bis 1996 ihr Studium als klassische Balletttänzerin mit Diplom abschloss. Es folgte ein Engagement an den Friedrichstadt-Palast Berlin, wo sie in fünf Jahren über 1000 Vorstellungen absolvierte. 2001 beendete sie ihre Karriere als Tänzerin und machte eine dreijährige Schauspielausbildung in Berlin. Außerdem absolvierte sie eine sechsmonatige Ausbildung zur Film- und Fernsehschauspielerin und nahm Gesangsunterricht. Parallel dazu war sie als Synchronsprecherin für Film und Fernsehen tätig.
2004 ging sie mit Otto Waalkes auf Tournee, mit dem sie als einzige Künstlerin auf der Bühne stand. Im selben Jahr begann auch ihre Karriere als Theaterschauspielerin. Sie spielte unter anderem in einer Produktion des Deutschen Theaters Berlin an der Seite von Katja Riemann und Burghart Klaußner, in Worms unter Dieter Wedels Regie in Jud Süss und als Kunigunde im Käthchen von Heilbronn bei den Tiroler Festspielen. Zwischen 2004 und 2009 arbeitete sie am Hans Otto Theater Potsdam – sie war z. B. Veronika in der UA von Veronika beschliesst zu sterben, Warja neben Angelica Domröse in Der Kirschgarten, spielte in Die Fledermaus neben Dagmar Manzel und in Laufenbergs Inszenierung von Frau Jenny Treibel mit Katharina Thalbach – mit welcher sie seitdem eine enge Zusammenarbeit verbindet. Unter deren Regie spielte sie u. a. in Wie es euch gefällt sowie Der Raub der Sabinerinnen an der Komödie am Kurfürstendamm und am Teatro Nacional de São Carlos Lissabon in O Mercego. Sie spielt zudem in TV- und Kinoproduktionen, schreibt Texte, entwickelt Choreographien, Liederabende und inszenierte Lesungen.
Im Renaissance-Theater Berlin sah man sie in Ein Stück vom Himmel und in dem Clara-Schumann-Abend Sein Bildnis wunderselig, unter der Regie von Antoine Uitdehaag in Priestleys Ein Inspektor kommt, in Der Vorname von Delaporte / de la Patellière und in Maughams Die ideale Frau. 2015 bis 2019 stand sie in der Inszenierung Der nackte Wahnsinn auf den Brettern des Renaissance-Theaters.

## Familie
Nadine Schori ist mit dem Eventmanager, Intendant des Kurt-Weill-Festes und Musikproduzent Gerhard Kämpfe verheiratet. Sie haben zwei Kinder, Maximilian Kämpfe aus Kämpfes erster Ehe und Mascha Schori aus der jetzigen.

## Filmografie

### Film
- 2021: Fly – Regie: Katja von Garnier
- 2017: Goliath96 – Regie: Marcus Richardt
- 2014: Coming In (Gastrolle) – Regie: Marco Kreuzpaintner
- 2013: Ein Engel für Julia (Nebenrolle) – Regie: Oliver Kyr
- 2008: Das Morphus Geheimnis (Nebenrolle) – Regie: Karola Hattop
- 2006: Gewesen (Kurzfilm, Hauptrolle) – Regie: Raoul Klein

### Fernsehen
- 2016: Alarm für Cobra 11 – Die Autobahnpolizei (Fernsehserie) – Regie: Ralph Polinski
- 2015: Handwerker und andere Katastrophen (Fernsehfilm) – Regie: Matthias Steurer
- 2015: Rosamunde Pilcher – Rundum Glücklich (Hauptrolle) – Regie: Dieter Kehler
- 2014: Zeit der Zimmerbrände (Nebenrolle) – Regie: Vivian Naefe
- 2014: In aller Freundschaft (Fernsehserie, Episodenrolle)
- 2013: Kleine Schiffe (Fernsehfilm, Nebenrolle) – Regie: Matthias Steurer
- 2009: Liebling, weck die Hühner auf (Fernsehfilm, Nebenrolle) – Regie: Matthias Steurer
- 2009: Tierärztin Dr. Mertens (Fernsehserie, Nebenrolle) – Regie: Heidi Kranz
- 2007: Rosamunde Pilcher – Wind über der See (Filmreihe, Nebenrolle) – Regie: Thomas Herrmann
- 2005: Gute Zeiten, schlechte Zeiten (Fernsehserie, Gastrolle) – Regie: Franziska Hörisch
- 2005: Im Namen des Gesetzes (Fernsehserie, Episodenrolle) – Regie: Raoul Heimrich
- 2004: Wolffs Revier (Fernsehserie, Episodenrolle) – Regie: Michael Wenning
- 2004: In aller Freundschaft (Fernsehserie, Episodenrolle)

## Bühne
- 2018–2020: Renaissance Theater Berlin / Vier Stern Stunden / Regie: Torsten Fischer
- 2018–2019: Renaissance Theater Berlin / Das weisse Rössl / Regie: Torsten Fischer
- 2016–2017: Renaissance Theater Berlin / Der Vater / Regie: Guntbert Warns
- 2015–2019: Renaissance Theater Berlin / Der nackte Wahnsinn / Regie: Guntbert Warns
- 2015–2019: Renaissance Theater Berlin / Schlaflos in Berlin / Regie: Simon Kubisch
- 2015–2018: Renaissance Theater Berlin / Mordsschwestern / Regie: Janet Stornowski
- 2014–2015: Renaissance Theater Berlin / Die ideale Frau / Regie: Antoine Uitdehaag
- 2012–2014: Renaissance-Theater Berlin / Der Vorname  / Regie: Antoine Uitdehaag
- 2013: Tiroler Volksschauspiele / Käthchen von Heilbronn (Kunigunde) / Regie: Markus Völlenklee
- 2012: Rahmenprogramm, Nibelungenfestspiele Worms / Sein Bildnis Wunderselig, Clara Schumann und die Erinnerung
- 2011: Nibelungenfestspiele Worms  / Die Geschichte des Joseph Süß Oppenheimer, genannt Jud Süß / Regie: Dieter Wedel
- 2010–2012: Winterhuder Fährhaus Hamburg, Theater am Kurfürstendamm / Raub der Sabinerinnen / Regie: Katharina Thalbach
- 2010–2011: Renaissance-Theater Berlin / Ein Inspektor kommt / Regie: Antoine Uitdehaag
- 2010–2011: Theater Erfurt / Die Fledermaus / Regie: Katharina Thalbach
- 2010–2011: Renaissance-Theater Berlin / Sein Bildnis Wunderselig, Clara Schumann und die Erinnerung
- 2010: Sommertheater Winterthur / Verzwickte Lügen / Regie: Frank-Lorenz Engel
- 2010: Teatro Nacional de Sao Carlos, Lissabon / O Mercego (Die Fledermaus) (Ida) / Regie: Katharina Thalbach
- 2009–2010: Komödie am Kurfürstendamm / Wie es euch gefällt  / Regie: Katharina Thalbach
- 2009: Hans-Otto-Theater Potsdam / Der Kirschgarten / Regie: Uwe Eric Laufenberg / Voll abgedreht (Übernahme)  / Regie: Katharina Holler / Hänsel und Gretel / Regie: Karsten Kochen / Tanz auf dem Vulkan (Liederabend) / Regie: Hans-Jochen Röhrig
- 2006–2009: Hans-Otto-Theater Potsdam / Veronika beschließt zu sterben  / Regie: Hakon Hirzenberger
- 2009: Sommertheater Winterthur / Ein Bett voller Gäste / Regie: Hans Heinrich Rüegg / Alles Liebe / Regie: Frank Lorenz Engel
- 2008: Hans-Otto-Theater Potsdam / Mariechen saß weinend im Garten / Regie: Hans-Jochen Röhrig / Raub der Sabinerinnen (Übernahme) / Regie: Katharina Thalbach / Filumena (Übernahme) / Regie: Petra Luisa Mayer
- 2008: Sommertheater Winterthur / Taxi Taxi / Regie: Hartmut Ostrowsky / Pepsi  / Regie: Philippe Roussel
- 2007–2008: Hans-Otto-Theater Potsdam / Die Fledermaus / Regie: Adriana Altaras
- 2005–2008: Hans-Otto-Theater Potsdam / Frau Jenny Treibel / Regie: Uwe Eric Laufenberg
- 2007: Hans-Otto-Theater Potsdam / Die Jule war so schön / Regie: Hans-Jochen Röhrig / Professor Unrat
- 2007: Schauspielhaus Berlin / Dinner für one / Regie: Hartmut Guy
- 2006: Hans-Otto-Theater Potsdam / Ich will mein Herz an Jette ketten / Regie: Hans-Jochen Röhrig / Theaterlieder  / Regie: Karsten Kochan   / L’Adultera / Regie: Hans-Jochen Röhrig
- 2006–2007: Theater unterm Dach Berlin / Selbstmörder / Regie: Amina Gusner
- 2005: Renaissance-Theater Berlin / Ein Stück vom Himmel / Regie: Ulrich Waller
- 2004: Deutsches Theater Berlin / Ein Stück vom Himmel / Regie: Ulrich Waller
- 2004: Tournee / 100 Jahre Otto, Spielpartnerin von Otto Waalkes / Regie: Bernd Eilert